# Черни връх (булевард в София)
Вижте пояснителната страница за други значения на Черни връх.
„Черни връх“ е основен булевард в София. Наречен е на Черни връх – най-високия връх на Витоша, и е с дължина 5,6 km.
Простира се от бул. „Евлоги Георгиев“ в центъра, след който се нарича ул. „Фритьоф Нансен“, до кв. „Драгалевци“ на юг в покрайнините на града. Пресича се с някои основни пътища в София като бул. „Никола Й. Вапцаров“ и „Околовръстното“.
На булевард „Черни връх“ се намират едни от най-големите хотели в София – „Хемус“ и „Кемпински хотел Зографски“, както и Националният музей „Земята и хората“ и Професионалната гимназия по облекло „Княгиня Мария Луиза“.
От 26 август 2012 г. се движи метро по бул. „Черни връх“ от НДК до бул. „Джеймс Баучер“, по-късно и до кв. „Хладилника“. През 2012 г. е започнат основен ремонт на булеварда, който завършва през 2013 г.
Преминава и трамваен траснпорт от метростанция „Джеймс Баучер“ до метростанция „Витоша“. До 6 март 2009 г. е имало трамваен транспорт и от хотел „Хемус“ до бул. „Джеймс Баучер“. До 20 март 2016 г. е съществувал и трамваен транспорт от хотел „Хилтън“ до хотел „Хемус“, с което трамвайният транспорт в Долен Лозенец спира да съществува.